# Vîpasne, Djankoi
Vîpasne (în ucraineană Випасне) este un sat în comuna Paharivka din raionul Djankoi, Republica Autonomă Crimeea, Ucraina.

## Demografie
Componența lingvistică a localității Vîpasne
     Rusă (44,42%)
     Ucraineană (32,35%)
     Tătară crimeeană (20,27%)
     Belarusă (1,14%)
Conform recensământului din 2001, nu exista o limbă vorbită de majoritatea populației, aceasta fiind compusă din vorbitori de rusă (44,42%), ucraineană (32,35%), tătară crimeeană (20,27%) și belarusă (1,14%).